# Mime (Schmied)
Mime, auch Mimir, ist ein mythischer Schmied in europäischen mittelalterlichen Heldensagen.
In den deutschen Heldenliedern des Mittelalters wird der Schmied durchgängig Mime genannt. In einer nordischen Übertragung, der Thidrekssaga, heißt er jedoch Mimir, so wie ein Riese in der nordischen Mythologie. Wahrscheinlich gehen beide nicht auf dieselbe mythische Gestalt zurück. Der Schmiedberuf ist nicht für einen Riesen typisch und weist auf eine Zwergennatur Mimes. Letzte Gewissheit fehlt jedoch.
Mythisch sind die Zusammenhänge, in denen Mime auftritt. Schmiede galten im deutschen Aberglauben als wissend und zauberkundig. „Die Metallschwerter, anfänglich wegen des hohen Wertes nur im Besitz weniger, galten wegen ihrer Überlegenheit über die vorausgehenden Steinäxte als mit geheimen Kräften begabt; daher erscheinen als ihre Erzeuger Götter und Götterwesen, und die Schmiedekunst ist Zauber.“
In der nordischen Thidrekssaga hat Mimir Sigfrit (Siegfried) und Velent (Wieland) zu Lehrlingen. Velent schmiedet infolgedessen ein Schwert und nennt es nach seinem Lehrer Mimungr/Minnungr. Die Thiddrekssaga ist eine altnordische Überlieferung niederdeutscher Heldenlieder der Dietrich-von-Bern-Sage. Die älteste erhaltene Handschrift der Saga stammt aus dem 13. Jahrhundert.
Das deutsche Heldenepos Biterolf und Dietleib, das ebenso aus dem 13. Jahrhundert stammt, erzählt vergleichbar vom Schmied Mime, „einem smidemeister guot“, der nahe Toledo wohnt. Sein Lehrling Wielant schmiedet ein Schwert namens Mimminc ‚Miming‘.
Im 12. Jahrhundert erwähnt Saxo Grammaticus den dänischen Waldgeist Mimingus, „Mimingo silvarum Satyro“, der ein Schwert, einen Armring und wunderbares Geschmeide besitze.
Richard Wagner greift in seinen Opern Rheingold und Siegfried auf die nordische Heldenliederüberlieferung zurück, nennt den Schmied aber Mime. Darin ist er auch der Bruder des Zwergenkönigs Alberich.